# Ludovic Noels
Ludovic Noels (né le 22 décembre 1951 à Coursel) est un ancien coureur cycliste professionnel belge.

## Palmarès
- 1971
  - 3e du Tour de Liège
  - 3e du championnat de Belgique sur route

- 1972
  - Seraing - Aix-la-Chapelle - Seraing
  - 3e étape du Tour de Liège

- 1973
  - 2e de Seraing - Aix-la-Chapelle - Seraing
  - 2e de la Flèche ardennaise

## Résultats sur le Tour de France
- 1973 : hors-délai à la 3e étape